# 菲格威特
菲格威特是《魔戒電影三部曲》裡的一個小角色，初登場於《魔戒首部曲：魔戒現身》，由布雷特·麥肯齊飾演。
該角並無出現在托爾金的原著小說裡，他僅在電影中出場了幾秒，連名字和台詞都沒有；然而在《魔戒現身》電影上映後，該角意外引起影迷的廣泛關注，並將其命名為菲格威特（Figwit），即為英語裡「佛羅多很棒……這傢伙是谁？」（Frodo is great……who is that？）的首字母縮寫。因此，在隨後的《魔戒三部曲：王者再臨》，布雷特·麥肯齊便繼續回歸演出菲格威特此一角色。

## 電影角色
在《魔戒首部曲：魔戒現身》裡，菲格威特是瑞文戴爾的一個精靈，在愛隆會議裡只出現了幾秒鐘而已，坐在亞拉岡的旁邊。
在《魔戒三部曲：王者再臨》裡，菲格威特是前往灰港岸的瑞文戴爾精靈之一，當亞玟公主因看到有關亞拉岡和艾達瑞安的幻象而停滯時，菲格威特提醒她不能再耽擱時間了，但亞玟沒有理會他，而是策馬返回瑞文戴爾。
此外，演員麥肯齊也在魔戒前傳電影《哈比人：意外旅程》裡飾演瑞文戴爾的精靈管家林德（Lindir）。

## 人氣
儘管這個角色在《魔戒首部曲：魔戒現身》內只出場不過三秒鐘而已，但他卻被不少影迷注意到，覺得他很帥氣；有人為其取名為菲格威特（Figwit），甚至還有人為這個角色設立了專屬的粉絲網站www.figwitlives.net。
布雷特·麥肯齊表示，對這個角色受歡迎的程度他覺得很奇怪，但受寵若驚。
《魔戒》系列的導演彼得·傑克森於《魔戒三部曲：王者再臨》的DVD評論中表示，菲格威特重新出現在該片中只是為了滿足影迷們的樂趣。
在魔戒交易卡牌遊戲中，這個角色被以「艾格諾爾」命名。在托爾金的《精靈寶鑽》中，艾格諾爾實為凱蘭崔爾的兄弟。

## 紀錄片
2004年，麥肯齊的未婚妻Hannah Clarke （現已結婚）和朋友Stan Alley、Nick Booth製作了一部關於菲格威特現象的紀錄片《Frodo Is Great... Who Is That?!!》，在該年7月於奧克蘭國際電影節首映。

## 外部連結
- Figwit Lives! （页面存档备份，存于）（英文）
- 布雷特·麥肯齊在互联网电影资料库（IMDb）上的資料（英文）
- 互联网电影数据库（IMDb）上《Frodo is Great... Who Is That?!!》的资料（英文）
- 網際網路電影資料庫上林德的資料（英文）